# Michael Fitzpatrick (médecin)
Pour les articles homonymes, voir Fitzpatrick.
Michael Fitzpatrick (né en 1950) est un médecin généraliste britannique et un auteur d'ouvrages médicaux habitant Londres, au Royaume-Uni. 

## Biographie
Fitzpatrick est connu pour avoir écrit plusieurs livres et articles de journaux au sujet des controverses dans l'autisme, de son point de vue, qui est à la fois celui d'un médecin généraliste et d'un parent d'enfant autiste. Son livre Defeating Autism: A Dangerous Delusion (Vaincre l'Autisme : Une Dangereuse Illusion, 2008) décrit son point de vue sur la montée de la popularité des traitements biomédicaux et sa position dans le cadre de la controverse sur le rôle de la vaccination dans l'autisme.
Les livres de Fitzpatrick ont également porté sur les traitements pseudo-scientifiques pour l'autisme, tels que l'utilisation par Mark Geier de la chélation, que Fitzpatrick a critiqué comme étant déshumanisante et dangereuse. Il a également condamné l'utilisation de la sécrétine comme traitement de l'autisme dans son livre de 2004 MMR and Autism: What Parents Need to Know (ROR et Autisme : Ce que les parents ont besoin de savoir). Dans une interview pour The Guardian, il a exposé que les régimes spéciaux sont attrayants pour les parents d'enfants avec autisme parce qu'ils connaissent peu de choses au sujet de la cause ou des traitements possibles de l'autisme, « Et puis quelqu'un arrive et dit que votre médecin est inutile, qu'il sait ce qu'il fait, et que vous pouvez faire quelque chose ».

## Livres
- The Tyranny of Health (2001). Routledge.
- MMR and Autism: What Parents Need to Know (2004). Routledge.
- Defeating Autism: A Dangerous Delusion (2009). Routledge.